# Paraisópolis (kommun)
Paraisópolis är en kommun i Brasilien.   Den ligger i delstaten Minas Gerais, i den sydöstra delen av landet, 800 km söder om huvudstaden Brasília. Antalet invånare är 19 392.
Följande samhällen finns i Paraisópolis:
- Paraisópolis

Omgivningarna runt Paraisópolis är huvudsakligen savann. Runt Paraisópolis är det ganska glesbefolkat, med 26 invånare per kvadratkilometer.